# Ковалёвка (Житомирская область)
Ковалёвка (укр. Ковалівка) — село на Украине, основано в 1780 году, находится в Олевском районе Житомирской области.
Код КОАТУУ — 1824482802. Население по переписи 2001 года составляет 179 человек. Почтовый индекс — 11035. Телефонный код — 4135. Занимает площадь 0,63 км².

## Адрес местного совета
11035, Житомирская область, Олевский р-н, с. Зольня, пл. Победы, 4